# Le Jardin des Tuileries un après-midi d'hiver
 (avril 2021).
Si vous disposez d'ouvrages ou d'articles de référence ou si vous connaissez des sites web de qualité traitant du thème abordé ici, merci de compléter l'article en donnant les références utiles à sa vérifiabilité et en les liant à la section « Notes et références ».
Le Jardin des Tuileries un après-midi d'hiver est un tableau de l'artiste français Camille Pissarro datant de la fin du XIXe siècle. Réalisée à l'huile sur toile, la peinture représente le jardin des Tuileries et les sites environnants à Paris. Le tableau fait partie de la collection du Metropolitan Museum of Art.

## Description
L'œuvre de Pissarro représente le jardin des Tuileries, un espace public construit sur le site du palais des Tuileries détruit à Paris. La vue représentée dans le jardin est probablement celle du 204 rue de Rivoli, où Pissarro avait trouvé un appartement. Les clochers de Sainte-Clotilde et le dôme des Invalides figurent parmi les points de repère parisiens les plus remarquables du tableau. Le tableau fait partie d'une série de huit paysages urbains réalisés par Pissarro entre 1898 et 1900.
Le tableau a été initialement offert par Pissarro à la famille du peintre impressionniste Alfred Sisley (mort en 1899) pour la soutenir. Le tableau a ensuite appartenu à un certain nombre de collectionneurs privés avant d'être donné au Met par Katrin S. Vietor (à la mémoire d'Ernest G. Vietor) en 1966.